# El Molar (Madrid)
El Molar é um município da Espanha na província e comunidade autónoma de Madrid, de área 50,00 km² com população de 4824 habitantes (2004) e densidade populacional de 96,48 hab/km².

## Demografia
| Variação demográfica do município entre 1991 e 2004 | Variação demográfica do município entre 1991 e 2004 | Variação demográfica do município entre 1991 e 2004 | Variação demográfica do município entre 1991 e 2004 |
| --------------------------------------------------- | --------------------------------------------------- | --------------------------------------------------- | --------------------------------------------------- |
| 1991                                                | 1996                                                | 2001                                                | 2004                                                |
| 2763                                                | 3422                                                | 4152                                                | 4824                                                |